# Eduardo Giannetti
Eduardo Giannetti da Fonseca (Belo Horizonte, 23 de fevereiro de 1957) é um economista, professor, autor e palestrante brasileiro, formado na Faculdade de Economia, Administração e Contabilidade (FEA) e em Ciências Sociais pela Faculdade de Filosofia, Letras e Ciências Humanas (FFLCH), ambas da Universidade de São Paulo.

## Biografia
Participou do movimento estudantil como militante da organização trotskista Liberdade e Luta (Libelu) quando estudante de graduação na Universidade de São Paulo.
Cursou doutorado em economia pela Universidade de Cambridge, onde foi professor entre 1984 e 1987 e de 1988 a 2001. Lecionou na FEA/USP. Foi também professor no Insper (Instituto de Ensino e Pesquisa), conhecido anteriormente como Ibmec São Paulo.
Foi assessor econômico do partido político brasileiro Rede Sustentabilidade. Elaborou os planos de governo para a candidata Marina Silva para as campanhas presidenciais de 2010, 2014 e 2018.
É autor de diversos livros e artigos, já tendo sido traduzido para diversos idiomas, e ganhado por duas vezes o Prêmio Jabuti: em 1994, com o livro Vícios privados, benefícios públicos? (Cia. das Letras, 1993), e em 1995, com As partes & o todo (Siciliano, 1995).
É o sexto ocupante da Cadeira nº 2 da Academia Brasileira de Letras, eleito em 16 de dezembro de 2021, na sucessão de Tarcísio Padilha, e foi recebido em 12 de agosto de 2022 pelo acadêmico Antonio Cicero.
É pai do também economista Joel Pinheiro da Fonseca.

## Obras
- Órbitas Pedestres(1981),[15]
- Liberalismo versus pobreza (1989),
- Beliefs in Action: economic philosophy and social change (1991),
- Arrecadação e distribuição do salário-educação em São Paulo (1993),
- Vícios Privados, Benefícios Públicos? (1993),[16]
- As Partes & o Todo (1995),[17]
- Autoengano (1997),[18][19][20]
- Lies we live by: the art of self-deception (2000),
- Nada é tudo: ética, economia e brasilidade (2000),
- Felicidade (2002),[21][22]
- O Mercado das Crenças: Filosofia Econômica e Mudança Social (2003),[23][24]
- O Valor do Amanhã (2005),[25]
- O Livro das Citações (2008),[26]
- A Ilusão da Alma (2010),[27]
- Trópicos Utópicos (2016),[28]
- O Elogio do Vira-Lata (2018),[29]
- O anel de Giges: Uma fantasia ética (2020)